# Юдаріс Санчес
Юдаріс Санчес Родрігес (ісп. Yudari Sánchez Rodríguez; нар. 15 листопада 1997) — кубинська борчиня вільного стилю, дворазова чемпіонка та триразова срібна призерка Панамериканських чемпіонатів, бронзова призерка Панамериканських ігор, чемпіонка Центральноамериканських і Карибських ігор, учасниця Олімпійських ігор.

## Життєпис
Боротьбою почала займатися з 2012 року. У 2015 році стала бронзовою призеркою Панамериканського чемпіонату серед юніорів. Через два роки на цих же змаганнях здобула срібну медаль. Того ж 2017 року стала срібною призеркою чемпіонату світу серед юніорів та бронзовою призеркою чемпіонату світу серед молоді. Наступного 2018 року здобула титул чемпіонки світу серед молоді.
У березні 2020 року на Панамериканському олімпійському кваліфікаційному турнірі в Оттаві посіла друге місце, здобувши ліцензію на літні Олімпійські ігри в Токіо. На Олімпіаді Санчес в першому раунді поступилася з рахунком 2:13 представниці Китаю Чжоу Фен. Оскільки китайська спортсменка не пройшла до фіналу, Юдаріс Санчес не змогла взяти учать у втішних сутичках за бронзову нагороду, посівши у підсумку дванадцяте місце.
Виступає за борцівський клуб «Серро Пелада» Гавана. Тренер — Філіберто Дельгадо (з 2012).

## Спортивні результати на міжнародних змаганнях

### Виступи на Олімпіадах
| Змагання                    | Збірна | Вагова категорія          | Місце |
| --------------------------- | ------ | ------------------------- | ----- |
| Літні Олімпійські ігри 2020 | Куба   | жіноча боротьба, до 68 кг | 12    |

### Виступи на Чемпіонатах світу
| Змагання                        | Збірна | Вагова категорія          | Місце |
| ------------------------------- | ------ | ------------------------- | ----- |
| Чемпіонат світу з боротьби 2018 | Куба   | жіноча боротьба, до 68 кг | 15    |
| Чемпіонат світу з боротьби 2019 | Куба   | жіноча боротьба, до 68 кг | 15    |

### Виступи на Панамериканських чемпіонатах
| Змагання                                   | Збірна | Вагова категорія          | Місце  |
| ------------------------------------------ | ------ | ------------------------- | ------ |
| Панамериканський чемпіонат з боротьби 2015 | Куба   | жіноча боротьба, до 69 кг | Золото |
| Панамериканський чемпіонат з боротьби 2016 | Куба   | жіноча боротьба, до 69 кг | Срібло |
| Панамериканський чемпіонат з боротьби 2018 | Куба   | жіноча боротьба, до 68 кг | Золото |
| Панамериканський чемпіонат з боротьби 2019 | Куба   | жіноча боротьба, до 68 кг | Срібло |
| Панамериканський чемпіонат з боротьби 2020 | Куба   | жіноча боротьба, до 68 кг | Срібло |

### Виступи на Панамериканських іграх
| Змагання                  | Збірна | Вагова категорія          | Місце  |
| ------------------------- | ------ | ------------------------- | ------ |
| Панамериканські ігри 2015 | Куба   | жіноча боротьба, до 69 кг | 5      |
| Панамериканські ігри 2019 | Куба   | жіноча боротьба, до 68 кг | Бронза |

### Виступи на Центральноамериканських і Карибських іграх
| Змагання                                     | Збірна | Вагова категорія          | Місце  |
| -------------------------------------------- | ------ | ------------------------- | ------ |
| Центральноамериканські і Карибські ігри 2018 | Куба   | жіноча боротьба, до 68 кг | Золото |

### Виступи на інших змаганнях
| Змагання                                                     | Збірна | Вагова категорія          | Місце  |
| ------------------------------------------------------------ | ------ | ------------------------- | ------ |
| Cerro Pelado International 2013                              | Куба   | жіноча боротьба, до 67 кг | Срібло |
| Кубок Гранми з боротьби 2014                                 | Куба   | жіноча боротьба, до 69 кг | 5      |
| Кубок Гранми з боротьби 2015                                 | Куба   | жіноча боротьба, до 69 кг | Бронза |
| Beat the Streets 2015                                        | Куба   | жіноча боротьба, до 69 кг | Срібло |
| Кубок Канади з боротьби 2015                                 | Куба   | жіноча боротьба, до 69 кг | Срібло |
| Henri Deglane Challenge 2015                                 | Куба   | жіноча боротьба, до 69 кг | Золото |
| Олімпійський кваліфікаційний турнір з боротьби 2016 (Фріско) | Куба   | жіноча боротьба, до 69 кг | Бронза |
| Cerro Pelado International 2016                              | Куба   | жіноча боротьба, до 69 кг | Золото |
| Золотий Гран-прі з боротьби 2016                             | Куба   | жіноча боротьба, до 69 кг | 9      |
| Cerro Pelado International 2017                              | Куба   | жіноча боротьба, до 69 кг | Срібло |
| Гран-прі «Іван Яригін» 2018                                  | Куба   | жіноча боротьба, до 68 кг | Бронза |
| Cerro Pelado International 2018                              | Куба   | жіноча боротьба, до 68 кг | Золото |
| Гран-прі «Іван Яригін» 2019                                  | Куба   | жіноча боротьба, до 68 кг | 9      |
| Cerro Pelado International 2019                              | Куба   | жіноча боротьба, до 68 кг | Золото |
| Кубок Гранми і Серро-Пеладо з боротьби 2020                  | Куба   | жіноча боротьба, до 68 кг | Бронза |
| Олімпійський кваліфікаційний турнір з боротьби 2020 (Оттава) | Куба   | жіноча боротьба, до 68 кг | Срібло |

### Виступи на змаганнях молодших вікових груп
| Змагання                                                 | Збірна | Вагова категорія          | Місце  |
| -------------------------------------------------------- | ------ | ------------------------- | ------ |
| Панамериканський чемпіонат з боротьби серед юніорів 2015 | Куба   | жіноча боротьба, до 67 кг | Бронза |
| Панамериканський чемпіонат з боротьби серед юніорів 2017 | Куба   | жіноча боротьба, до 67 кг | Срібло |
| Чемпіонат світу з боротьби серед юніорів 2017            | Куба   | жіноча боротьба, до 67 кг | Срібло |
| Чемпіонат світу з боротьби серед молоді 2017             | Куба   | жіноча боротьба, до 69 кг | Бронза |
| Чемпіонат світу з боротьби серед молоді 2018             | Куба   | жіноча боротьба, до 68 кг | Золото |